# Natsumi Abe
Natsumi Abe (jap. 安倍 なつみ Abe Natsumi; ur. 10 sierpnia 1981 w Muroranie na Hokkaido) – japońska piosenkarka i aktorka. Od 1997 roku do stycznia 2004 roku należała do grupy j-popowej Morning Musume. 
Starsza siostra Asami Abe. 

## Albumy
| # | Tytuł                                          | Data wydania | Pierwszy tydzień sprzedaży | Łącznie sprzedane |
| - | ---------------------------------------------- | ------------ | -------------------------- | ----------------- |
| 1 | 一人ぼっち (Hitoribotchi)                      | 2004.02.04   | 60,125                     | 79,483            |
| 2 | 2nd～染みわたる想い～ (2nd ~Shimiwataru Omoi~) | 2006.03.29   | 19,774                     | 23,972            |

## Mini Albumy
| # | Tytuł                                | Data wydania | Pierwszy tydzień sprzedaży | Łącznie sprzedane |
| - | ------------------------------------ | ------------ | -------------------------- | ----------------- |
| 1 | 25～ヴァンサンク～ (25 ~Vingt-Cinq~) | 2007.03.14   | 9,122                      | 12,825            |

## Single
| #  | Tytuł                                                       | Data Wydania | Pierwszy tydzień sprzedaży | Łącznie sprzedane |
| -- | ----------------------------------------------------------- | ------------ | -------------------------- | ----------------- |
| 1  | 22歳の私 (22sai no Watashi)                                 | 2003.08.13   | 62,213                     | 81,460            |
| 2  | だって 生きてかなくちゃ (Datte Ikitekanakucha)              | 2004.06.02   | 62,213                     | 81,460            |
| 3  | 恋のテレフォン GOAL (Koi no Telephone GOAL)                 | 2004.08.11   | 36,525                     | 47,351            |
| 4  | 夢ならば (Yume Naraba)                                      | 2005.04.19   | 27,627                     | 36,248            |
| 5  | 恋の花 (Koi no Hana)                                        | 2005.08.31   | 21,261                     | 30,450            |
| 6  | スイートホリック (Sweet Holic)                              | 2006.04.12   | 12,772                     | 17,087            |
| 7  | ザ・ストレス (The Stress)                                   | 2006.06.28   | 11,708                     | 14,015            |
| 8  | 甘すぎた果実 (Amasugita Kajitsu)                            | 2006.10.04   | 17,203                     | 22,204            |
| 9  | Too far away ～女のこころ～ (Too far away ~Onna no Kokoro~) | 2007.05.09   | 9,380                      | 11,817            |
| 10 | 息を重ねましょう (Iki wo Kasanemashou)                      | 2007.10.24   | 10,001                     | 11,531            |
| 11 | スクリーン (Screen)                                         | 2008.12.03   | ?                          | ?                 |

## Filmografia

### TV drama
- Ataru (TBS 2012) jako Ayaka Kogure / Momoka (ep.10)
- Arakawa Under the Bridge (TBS-MBS 2011) jako P-ko
- Natsu Kumo Agare (NHK 2007)
- Koinu no warutsu (NTV 2004) jako Haoto Sakuragi
- Nurseman (NTV 2002)

### Filmy
- Arakawa Under the Bridge (2012) jako P-ko
- Nichijo Koi no Koe (2007)
- Prison Girl (NTV 2006)
- The Hit Parade (Fuji TV 2006)
- Vanished Acres (2006) jako Niebieska pielęgniarka
- Koinu Dan no monogatari (2002) jako Yayoi Furusawa
- Pinchi rannâ (2000) jako Ayumi